# Карпюк, Даниил Владимирович
Даниил Владимирович Карпюк (род. 1 января 1988) — российский хоккеист.

## Биография
Воспитанник новосибирской «Сибири». С сезона 2004/05 — игрок «Сибири-2». 13 октября 2004 года провёл один матч за «Сибирь» в Суперлиге — дома против московского «Динамо» (2:5). В сезоне 2007/08 сыграл 49 матчей за «Сибирь», в следующем сезоне дебютировал в КХЛ. В 2010 году перешёл в клуб чемпионата Казахстана «Арлан». Сезон 2011/12 пропустил из-за травмы, сыграв 8 матчей. В мае 2012 года объявлялось о возвращении Карпюка в «Арлан», но на профессиональном уровне он больше не выступал.
Бронзовый призёр хоккейного турнира Европейского юношеского олимпийского фестиваля 2005.